# 土屋陽一
土屋 陽一（つちや よういち、1956年〈昭和31年〉10月28日 - ）は、日本の政治家。長野県上田市長（2期）。

## 来歴
長野県上田市出身。上田市立北小学校、上田市立第三中学校、長野県上田高等学校を経て、1981年早稲田大学第一文学部教育学専攻卒業。上田市役所に入庁。（平成教育委員会の中央公民館、塩田公民館、総務部企画課に勤務。1990年（平成2年）、退職。
1991年（平成3年）、上田市議会議員（旧市制）に初当選。2003年（平成15年）に4期目の当選。
2006年（平成18年）3月6日、旧上田市は小県郡丸子町・真田町・武石村と新設合併と行い、新上田市が誕生する。同年4月の市議選で当選。2014年（平成26年）の市議選で旧市時代をあわせて7回目の当選を果たす。2017年（平成29年）12月31日、市議を辞職。
2018年（平成30年）1月19日、任期満了に伴う上田市長選挙に立候補する意向を表明した。同年3月25日に行われた市長選で、現職の母袋創一市長から後継者指名を受けた元衆議院議員の寺島義幸、元日本共産党市議の金井忠一を破り、初当選を果たした。4月9日、市長就任。選挙の結果は以下のとおり。
※当日有権者数：129,529人 最終投票率：58.14%（前回比：＋1.27pts）
| 候補者名 | 年齢 | 所属党派 | 新旧別 | 得票数   | 得票率 | 推薦・支持       |
| -------- | ---- | -------- | ------ | -------- | ------ | ---------------- |
| 土屋陽一 | 61   | 無所属   | 新     | 29,131票 | 39.29% |                  |
| 寺島義幸 | 64   | 無所属   | 新     | 27,546票 | 37.16% | （推薦）連合長野 |
| 金井忠一 | 67   | 無所属   | 新     | 17,459票 | 23.55% |                  |

2022年（令和4年）3月27日に投開票が行われた市長選挙で前副市長の井上晴樹を破り再選。
※当日有権者数：127,348人 最終投票率：52.75%（前回比：-5.39pts）
| 候補者名 | 年齢 | 所属党派 | 新旧別 | 得票数   | 得票率 | 推薦・支持 |
| -------- | ---- | -------- | ------ | -------- | ------ | ---------- |
| 土屋陽一 | 65   | 無所属   | 現     | 36,115票 | 54.65% |            |
| 井上晴樹 | 68   | 無所属   | 新     | 29,968票 | 45.35% |            |

## 統一教会との関係
- 2021年（令和3年）7月、世界平和統一家庭連合（旧統一教会）の関連団体が主催する自転車イベントに関して表敬訪問を受けた。同年、教会と関連がある世界日報から取材を受けた[8]。
- 2022年（令和4年）3月の市長選挙において、統一教会の関連団体「長野県平和大使協議会」から後援会のリーフレットを配布したいという申し出があり、リーフレットを渡した。また、同団体の案内を受け、会合に参加した。今後は「社会的に問題のある団体には慎重に対応し、しっかり一線を画す」としている[8]。